# Vario LFPlus
Vario LF plus — тип полунизкопольного трамвая, производимый с 2010 года чешским консорциумом Aliancí TW Team, в который входят компании Pragoimex, Krnovské opravny a strojírny и VKV Praha. Vario LF plus — это структурное развитие универсала Vario LF. четырёхосный односторонний моторизованный трамвайный вагон, созданный на основе модели Vario LF. Средняя нижняя часть пола составляет примерно 36 % длины вагона; пол центроплана находится на 350 мм выше головки рельса. Благодаря новому шасси Komfort plus удалось снизить уровень пола в крайних секциях вагона: пол в вышеперечисленных секциях находится на 650 мм выше головки рельса. С правой стороны кузова три откидных дверцы (средняя ведет к низкопольному блоку), внутри сиденья 2 + 1, причем сиденья в крайних частях трамвая расположены боком к направлению движения. путешествовать; однако их также можно установить лицом по направлению движения.